# 黑百灵

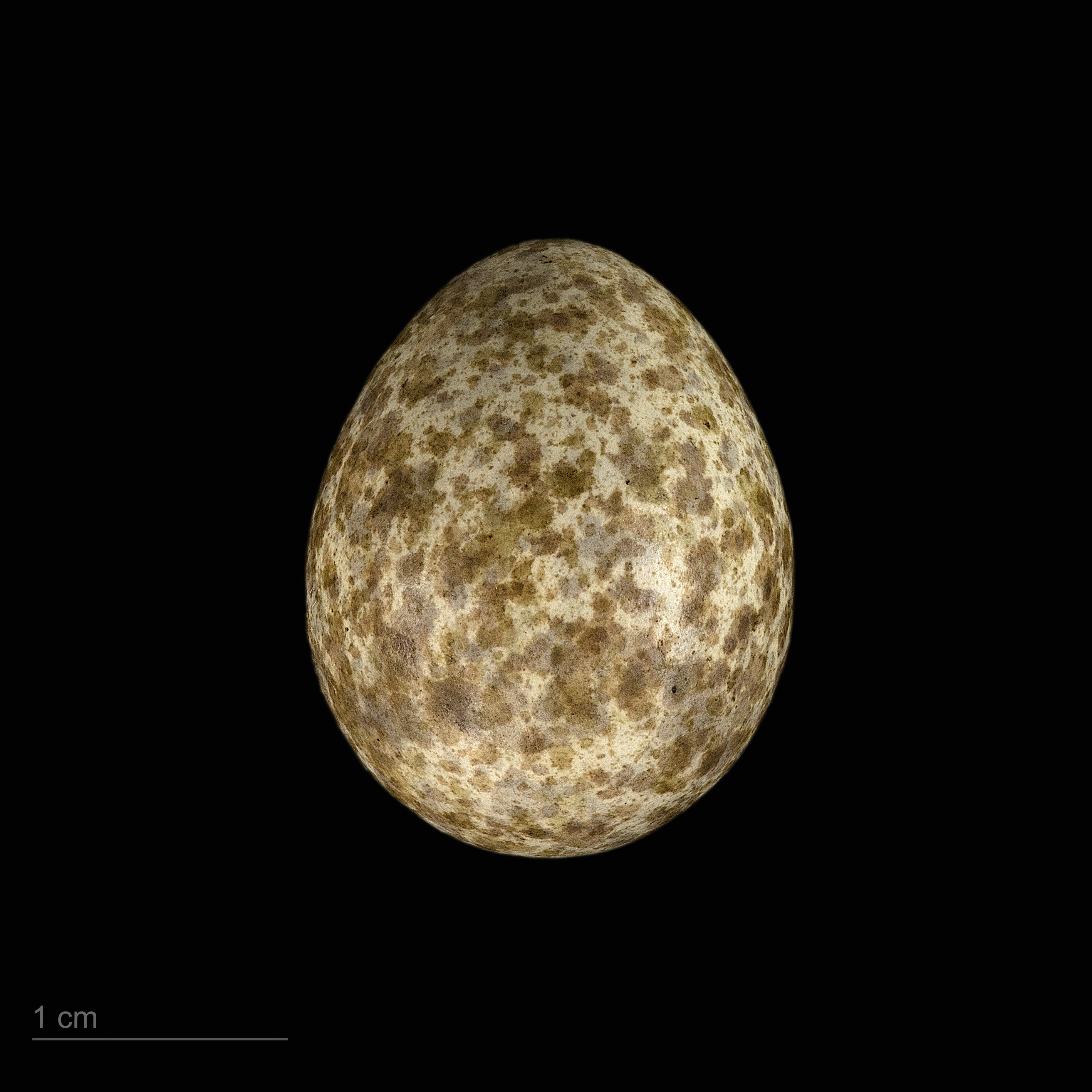
卵 Melanocorypha yeltoniensis

黑百灵（学名：Melanocorypha yeltoniensis），是百灵科百灵属的一种，是全面迁徙的候鸟，分布于芬兰、伊朗、土耳其、保加利亚、蒙古国、奥地利、德国、俄罗斯、乌克兰、瑞典、土库曼斯坦、黎巴嫩、阿塞拜疆、格鲁吉亚、亚美尼亚、乌兹别克斯坦、希腊、吉尔吉斯斯坦、波兰、哈萨克斯坦、摩尔多瓦、比利时、马耳他和意大利。全球活动范围约为2,090,000平方千米。该物种的保护状况被评为无危。
黑百灵的平均体重约为60.0克。栖息地包括温带草原和亚热带或热带的（低地）干草原。